# Kyberiade
Die Kyberiade (Originaltitel Cyberiada) ist ein Zyklus von fünfzehn Erzählungen des polnischen Autors Stanisław Lem, die vom Ende der 1950er bis zum Anfang der 1970er Jahre entstanden. Die Erzählungen der Kyberiade spielen in einem zukünftigen, kybernetischen Zeitalter. In eigentümlicher Verbindung der literarischen Gattungen Märchen und Science-Fiction werden die abenteuerlichen Taten und Reisen des Konstrukteurduos Klapauzius und Trurl in einem vorwiegend von Robotern bevölkerten Kosmos geschildert. Die zentralen Themen der in einem heroisch-komischen Ton gehaltenen philosophischen Fabeln sind die Auseinandersetzung und die Vermischung von Ethik und Technik sowie das Scheitern eines damit verbundenen absoluten Fortschrittsglaubens.
Die Kyberiade gehört zu den populärsten und auch von der Kritik am meisten gelobten Werken Lems, die vier ersten Auflagen in polnischer Sprache allein erreichten 110.000 Exemplare. Lem selbst wünschte, dass sie vor allen anderen seiner Schriften ihn überleben möge.

## Umfeld und Hintergrund
Die Kyberiade ist sowohl ein technikkritisches als auch ein literarisches Werk. Der Titel selbst weist darauf hin. Er ist eine Zusammensetzung aus dem Wort Kybernetik, der Wissenschaft, die hinter der Konstruktion und Steuerung komplexer technologischer Systeme steht, und der Endung -ade (vgl. Robinsonade oder Iliade), mit der die breit angelegte narrative Umsetzung eines Begriffs gekennzeichnet wird.
Auf der sprachlich-literarischen Ebene ist die Kyberiade eine höchst originelle Neuschöpfung. Sie verbindet zwei Konventionen der Phantastik, das Märchen und die Science-Fiction, und amalgamiert dabei deren Erzählkonventionen und Wortfelder. Ihre Welt ist nur scheinbar eine physikalisch beherrschte. Zwar können Trurl und Klapauzius alles konstruieren, doch folgen die Objekte am Ende sprachlichen und nicht technischen Prinzipien. Die Kyberiade parodiert zudem die philosophische Fabel im Stil Voltaires und ahmt die orientalische Schachtelerzählung nach. Die Roboter kämpfen mit den gleichen Alltagsproblemen oder individuellen Defiziten wie der Mensch, d. h. Habgier, Dummheit, Herrschsucht, und sind dabei keineswegs erfolgreicher oder fortschrittlicher geworden; in auffälliger Weise schließt die Kyberiade an die polnische Barockkultur des 17. Jahrhunderts an und spielt wiederholt in feudal strukturierten Welten. Die Schaffung oder Verbesserung von Welten endet ergebnislos oder misslingt.
Das unmittelbare literarische Umfeld der Kyberiade bildete die nur schwach entwickelte Tradition der polnischen Science-Fiction und der wissenschaftlichen Phantastik. Zudem blieb die futurologische Reflexion anhand von Utopien oder Dystopien durch die verschärfte stalinistische Repression seit 1948/49 sehr begrenzt, erst das Tauwetter ab 1956 erlaubte ein weitergehendes Ausloten des Verhältnisses von Technik und Gesellschaft wie auch formale Freiheiten, die über die Konventionen des sozialistischen Realismus hinausgingen. Die 1957 erstmals erschienenen Sterntagebücher – eigentlich Münchhauseniaden – eines Weltraumfahrers namens Ijon Tichy zeigen aufgrund ihrer Sprachspielereien und parodistischen Inhalte bereits auffällige Ähnlichkeiten mit der Kyberiade. Diese ist auch eng mit den nur wenig älteren Robotermärchen verwandt, in denen jedoch die beiden oben erwähnten Protagonisten nicht auftreten und wo die Gattung Märchen viel stärker zum Tragen kommt.
Gesellschaftlich und technisch war diese Zeit von einem bis in die 1970er Jahre anhaltenden Fortschrittsglauben geprägt, der sich nicht zuletzt mit den ersten „Elektronengehirnen“ und der beginnenden Raumfahrt verband. Einen Schlüsselbegriff bildete dabei die Kybernetik, die erst in den 1940er Jahren durch den Zusammenzug verschiedener Disziplinen wie Nachrichtenübertragung, Regelung, Entscheidungs- und Spieltheorie und statistische Mechanik entstanden war. Sie war zur Zeit der Abfassung der Kyberiade eine sehr junge Wissenschaft, mit der sich die Vorstellung allseitiger technischer Machbarkeit innig verband, wie sie sich etwa in den um 1950 erschienenen Werken Computing Machinery and Intelligence von Alan Turing, Cybernetics or Control and Communication in the Animal and the Machine und The Human Use of Human Beings von Norbert Wiener und I, Robot von Isaac Asimov teilweise widerspiegelte. Lem beschäftigte sich mit diesen Werken. Er selbst lernte anhand der Cybernetics Englisch. Kritisch mit dieser Hoffnung, die Probleme und Auseinandersetzungen der menschlichen Gesellschaft durch zukünftige, besonders durch technische Entwicklungen lösen zu können, befasste sich Lem bereits in seiner technik-philosophischen Schrift Summa technologiae aus der Mitte der 1960er Jahre und setzte in der Kyberiade zahlreiche dort entwickelte Gedanken und Modelle erzählerisch um.

## Inhalt
Die Kyberiade besteht aus fünfzehn Kurzgeschichten, die zwischen 1957 und 1971 entstanden sind. Eine erste Teilausgabe auf Polnisch erschien 1964, auf Deutsch 1969 (vollständig 1983). Eine sechzehnte Geschichte, Die demographische Implosion, als Traktat über die Probleme der Überbevölkerung aus dem Jahr 1985 fällt inhaltlich und stilistisch aus dem Rahmen der originalen Kyberiade.
Die Geschichten können in drei Gruppen eingeteilt werden: Verständigung mit anderen Maschinen (1, 2, 3, 5), Forschungsreisen zu anderen (maschinellen) Zivilisationen (4, 6 bis 12) und die Schaffung oder Verbesserung von Welten (14 und 15). Die dreizehnte Geschichte fällt als Schachtelgeschichte unter alle drei Kategorien.
1. Wie die Welt noch einmal davon kam – Trurl baut eine Maschine, die alles erschaffen kann, was mit dem Buchstaben „N“ beginnt. Als Klapauzius und Trurl sich über die Fähigkeiten der Maschine streiten, wird dieser befohlen, „Nichts“ herzustellen, woraufhin diese beginnt, das Universum zu leeren. Nachdem die Katastrophe gestoppt werden kann und alle Versuche scheitern, Maschinen zu bauen, die Dinge mit einem anderen Anfangsbuchstaben als „N“ schaffen könnten, bleibt die Welt von Schwarzen Löchern durchschossen.
2. Trurls Maschine – Trurl baut eine riesige vernunftbegabte Maschine. Als er sie testen will und fragt, was zwei und zwei ergeben, antwortet diese mit „sieben“. Trurl holt Klapauzius zur Unterstützung, um die Maschine zu reparieren, doch diese beharrt stur auf ihrer Meinung. Die Auseinandersetzung eskaliert und die Maschine reißt sich los und zieht sengend und brennend durch das Land. Trurl und Klapauzius können die Maschine zerstören, ihr letztes Wort ist „sieben“.
3. Die Tracht Prügel – Trurl schenkt Klapauzius eine Maschine zur Erfüllung aller Wünsche, in der er jedoch selber steckt, um seinen Freund und Rivalen auszuspionieren. Klapauzius merkt die Verkleidung und wünscht sich einen „Trurl“, worauf derselbe vor Klapauzius treten muss und von diesem als seelenloses Replikat verprügelt wird. Klapauzius lässt Trurl entkommen, der nun überall das schlechte Verhalten Klapauzius’ beschimpft, die Klugheit seiner entwischten Kopie lobt und dafür Bewunderung erhält.
4. Die erste Reise oder die Falle des Gargancjan – Trurl und Klapauzius gehen nach ihrer Diplomierung auf die traditionelle Walz, um ihre Dienste fernen Völkern anzubieten. Auf einem Planeten mit zwei feindlichen Reichen tritt jeder in den Dienst eines Königs, nachdem sie sich versprochen haben, das „Verfahren des Gargancjan“ anzuwenden. Sie lassen riesige, logisch und intellektuell miteinander vernetzte Heere aufstellen. Als die Armeen aufeinander treffen, kommt es zur Kulmination des Bewusstseins, und alles Militärische wandelt sich ins Zivile, weil der Kosmos als solcher absolut zivil ist.
5. Die Reise Eins A oder Trurls Elektrobarde – Trurl baut eine Maschine, die makellose Lyrik produzieren soll. Nach einigen missglückten Versuchen und dem Durchlaufen der ganzen Stilgeschichte der Lyrik ist die Maschine so erfolgreich in allen traditionellen und avantgardistischen Genres, dass das ganze Universum in Verzückung gerät. Trurl, der die Stromrechnung nicht mehr bezahlen kann, aber wegen des poetischen Flehens der Maschine unfähig ist, diese abzustellen, versetzt sie weit ins Weltall und schließt sie an Sternriesen an, sodass sie nun in Form gigantischer Protuberanzen die größte Dichtung überhaupt schafft.
6. Die zweite Reise oder König Grausams Angebot – Trurl und Klapauzius müssen für einen absolutistisch herrschenden König ein Ungeheuer bauen, das dieser auf der Jagd erlegen will. Sollte ihm das gelingen, droht ihnen der Tod wie allen gescheiterten Konstrukteuren davor. Trurl und Klapauzius gelingt es, den König zu überlisten, indem sie die militante Auseinandersetzung in eine gesellschaftliche verwandeln; anstatt einen letztlich aussichtslosen Kampf zu wagen, erschaffen sie drei Polizisten, die den König in Gewahrsam nehmen. Niemand im königlichen Jagdtross leistet Widerstand, weil die Höflinge und der Herrscher selbst gegenüber der in Uniformen verkörperten Staatsgewalt nur Unterwürfigkeit kennen.
7. Die dritte Reise oder von den Drachen der Wahrscheinlichkeit – Wegen einer von Trurl gebauten Wahrscheinlichkeitsmaschine kommt es zu einer Plage von eigentlich unmöglichen Drachen, die die beiden Konstrukteure auch gleich beseitigen müssen. Klapauzius entdeckt, dass einer der Drachen Trurl selbst ist, der damit Lohn, um den er geprellt worden ist, als Drachentribut einzieht, was sich aber als ziemliche Plackerei wegen des unablässigen Schleppens von Goldsäcken entpuppt.
8. Die vierte Reise oder wie Trurl ein Femmefatalotron baute, um Prinz Bellamor von Liebesqualen zu erlösen, und wie es danach zum Babybombardement kam – Trurl versucht ohne Erfolg, einen in die Prinzessin des benachbarten, aber verfeindeten Königreiches verliebten Kronprinzen mittels erotischer Apparaturen von seiner Leidenschaft zu kurieren. Um die Heirat der beiden dennoch zu erzwingen, lässt er das andere Reich mit Kleinkindern bombardieren, bis dessen König nachgibt.
9. Die fünfte Reise oder die Possen des Königs Balerion – Trurl und Klapauzius kommen zu dem narrenhaften König Balerion, der sich das beste Versteck der Welt wünscht. Darauf präsentieren sie ihm ein Gerät, das die Persönlichkeiten anwesender Leute austauscht. Balerion schlüpft in den Körper Trurls, und umgekehrt, und springt davon. Nach zahlreichen Persönlichkeitswechseln schaffen es am Ende fast alle wieder in ihre eigenen Körper zurück, der König bleibt aber in einer Kuckucksuhr gefangen.
10. Die Reise Fünf A oder wie man den berühmten Konstrukteur Trurl konsultierte – Trurl hilft einem in perfekter Harmonie lebenden Volk, das von einem gigantischen, nicht mit Waffen zu beseitigenden „Ding“ geplagt wird. Er plagt es so lange mit einem bürokratischen Kleinkrieg um seine Aufenthaltsberechtigung, bis es eines Tages vor Erschöpfung verschwunden ist.
11. Die sechste Reise oder wie Trurl und Klapauzius einen Dämon Zweiter Ordnung schufen, um Mäuler den Räuber zu besiegen – Trurl und Klapauzius erkunden eine legendär gefährliche Wüste und werden prompt von dem Räuber Mäuler überfallen. Dieser will aber vor allem Wissen, worauf sie ihm einen Dämon zweiter Ordnung schaffen, d. h. eine Maschine, die die Bewegungen der Atome in Informationsbruchstücke übersetzt und so eine Datenflut allen nötigen und unnötigen Wissens produziert, den Mäuler von nun an, ohne seine Umwelt mehr wahrzunehmen, aufnimmt.
12. Die siebente Reise oder wie Trurls Vollkommenheit zum Bösen führte – Trurl erschafft für einen auf einem Planetoiden exilierten König eine perfekte Miniaturwelt zum Beherrschen. Klapauzius führt Trurl vor, dass auch diese Miniaturwesen leidensfähig sind, und beide wollen Trurls Werk von der Tyrannei erlösen. Als sie am Ort eintreffen, hat sich die kleine Feudalgesellschaft dank des technischen Fortschritts zu einer raumfahrenden Zivilisation weiterentwickelt. Der König wurde erneut verjagt und ins All geschossen.
13. Die Geschichte von den drei geschichtenerzählenden Maschinen des Königs Genius – Trurl konstruiert für einen melancholischen Philosophenkönig drei Maschinen; diese erzählen eine lehrreiche Geschichte (wie Trurl den Berater eines Königs desavouiert durch angebliche Geheimbotschaften, die gar keine sind, aber als solche auf unsinnige Weise dechiffriert werden), eine witzige Geschichte (wie Trurl mehrere ineinander verschachtelte Geschichten erzählt, die letzte von einem König, der sich in der Falle ineinander verschachtelter erotischer Träume verliert und nicht mehr hinausfindet) und eine tiefgründige Geschichte (wie dank eines Zufalls aus einer Müllhalde zufällig ein solipsistischer Roboter entsteht, der sich in seiner absoluten Einsamkeit für vollkommen hält und, während er wieder zerfällt und seine Sinne verliert, eine kitschige Traumwelt phantasiert – und wie der Roboter durch denselben Zufall wieder zerstört wird; und als Zugabe, wie ein völlig verkannter Philosoph Klapauzius sein Leid klagt und schließlich an einem Wutanfall stirbt). Am Ende dieser Schachtelgeschichte schenkt der König, der von sich sagt, viel mehr als bloß unterhalten worden zu sein, Trurl als größtmöglichen Dank das Leben.
14. Altruizin oder der wahre Bericht darüber, wie der Eremit Bonhomius das universelle Glück im Kosmos schaffen wollte, und was dabei herauskam – Dem Roboter Bonhomius wird von Wesen, die die maximale Stufe der Entwicklung erreicht und erkannt haben, dass sie trotz ihrer Fähigkeiten andere nicht zum Glück zwingen können, das letzte noch unerprobte Mittel Altruizin geschenkt. Als er es auf einem Planeten ausprobiert und jeder Mensch die Gefühle seines Nächststehenden am eigenen Leib erfährt, kommt es wegen der emotionalen Überladung zum großen Chaos.
15. Experimenta Felicitologica – Trurl versucht das künstliche Glück zu konstruieren. Doch alle seine Bemühungen – sei es am einzelnen Versuchsmodell, mittels Reihentests in der Petrischale oder unter Zuhilfenahme einer digitalen Universität – bleiben erfolglos. Schließlich bittet er seinen alten Lehrmeister (den er dazu von den Toten erweckt und der darüber vor Wut schäumt) um Rat. Dieser hält ihm vor, dass er keinerlei Ahnung von Ethik und Philosophie habe und dass ewiges Glück per se nicht zu erreichen sei, da es ontologisch für intelligente Wesen ein Widerspruch in sich selbst ist …

## Musikalische Umsetzung
- Krzysztof Meyer: Kyberiade. Phantastische Oper in 3 Akten. 1. Fassung – UA: 1971, Polnisches Fernsehen (nur 1. Akt); 2. Fassung – UA: Wuppertaler Bühnen, Regie: Friedrich Meyer-Oertel, Inszenierung und Kostüme: Hanna Jordan, musikalische Leitung: Jean-François Monnard.